# Duel en Sicile
Pour plus de détails, voir Fiche technique et Distribution.
Duel en Sicile (Cavalleria rusticana) est un film italien réalisé par Carmine Gallone, sorti en 1953.

## Synopsis
Le film s'appuie sur l'opéra Cavalleria rusticana.

## Fiche technique
- Titre original : Cavalleria rusticana
- Titre français : Duel en Sicile
- Réalisation : Carmine Gallone
- Scénario : Carmine Gallone, Art Cohn, Francesco De Feo, Basilio Franchina et Mario Monicelli  d'après l'opéra Cavalleria rusticana (nouvelle de Giovanni Verga et livret de Guido Menasci et Giovanni Targioni-Tozzetti)
- Photographie : Riccardo Pallottini et Karl Struss
- Pays d'origine : Italie
- Format : Couleurs - 1,37:1 - Mono
- Genre : drame
- Date de sortie : 1953
- Affiche : René Lefèbvre (France)

## Distribution
- May Britt : Santuzza
- Ettore Manni : Turiddu
- Kerima : Lola
- Anthony Quinn : Alfio
- Virginia Balistrieri : Mamma Lucia
- Umberto Spadaro : Oncle Brasi
- Tito Gobbi : Alfio (voix)